# Ržaksa
Ržaksa è una cittadina della Russia europea centrale, situata nella oblast' di Tambov; appartiene amministrativamente al rajon Ržaksinskij, del quale è il capoluogo.